# Aesopus xenicus
Aesopus xenicus är en snäckart som beskrevs av Henry Augustus Pilsbry och Lowe 1932. Aesopus xenicus ingår i släktet Aesopus och familjen Columbellidae. Inga underarter finns listade i Catalogue of Life.